# 牟新生
牟新生（1943年12月—），男，陕西扶风人，中华人民共和国政治人物。副总警监警衔，海关总监关衔。

## 经历
牟新生早年于1963年9月开始在西北政法学院法律系法律专业学习，1967年9月毕业后留校待分配，翌年9月被送往中国人民解放军部队农场锻炼。1970年5月开始担任新疆维吾尔自治区塔城地区公安处干部，1971年6月加入中国共产党。两年后于1973年12月入职于北京石油化工总厂保卫处，次年1974年8月调入北京市公安局石化区分局政保科。
1980年4月调职公安部二局五处，历任干部至科长，期间从1982年6月开始也在中共中央党校国家机关分部一年制理论培训班学习。1983年7月升任公安部三局副局长，任内于1984年8月开始挂职任广东省广州市公安局副局长。1989年4月任公安部政治部副主任（正局级），1992年2月，任国家禁毒委员会副主任，1993年3月升任公安部副部长，任内于1996年9月至11月期间在中共中央党校进修一班学习。
1998年6月，任国务院第五次全国人口普查领导小组副组长，同年11月改海关总署副署长。2001年4月，受国务院总理朱镕基任命为海关总署署长，上任后主持调查厦门远华案。
2008年，任全国人民代表大会财政经济委员会副主任。